# Javan Sebastian
Pour les articles homonymes, voir Sebastian.
Pas d'image ? Cliquez ici

a Compétitions nationales et continentales officielles uniquement.

b Matchs officiels uniquement.
Dernière mise à jour le 7 août 2025.
Javan Sebastian, né le 2 septembre 1994 à Bury St Edmunds (Angleterre), est un joueur international écossais d'origine galloise de rugby à XV. Il évolue au poste de pilier droit.

## Biographie

### Jeunesse et formation
Javan Sebastian naît à Bury St Edmunds en Angleterre d'une mère anglaise et d'un père écossais,, il a six sœurs et deux frères. Il déménage ensuite à Carmarthen au pays de Galles à l'âge de deux ans,. Il a également des origines du Belize par son grand-père paternel.
Au niveau scolaire, il étudie au sein de la Queen Elizabeth High School (en), basée à Carmarthen,.
Il rejoint le programme de l'Academy (centre de formation) des Scarlets en 2013, après avoir auparavant fait partie des équipes de jeunes de la province galloise,.
Il représente les équipes du pays de Galles des moins de 16 et 18 ans. Il n'a cependant pas la chance de représenter les moins de 20 ans à cause d'une blessure à l'épaule.
Durant sa jeunesse, il évolue avec les clubs de Carmarthen Athletic RFC (en), Llanelli RFC et des Carmarthen Quins RFC (en), avec ces derniers en senior en Welsh Premiership notamment.

### Début de carrière professionnelle (2015-2021)
Javan Sebastian dispute son premier match professionnel en février 2015 lors d'une rencontre de Coupe anglo-galloise où il est remplaçant face aux Sale Sharks,.
Lors de la saison 2015-2016, il signe un contrat d'une saison avec les Glasgow Warriors et lorsqu'il n'est pas retenu avec ces derniers, il est prêté au club d'Ayr RFC en Scottish Premiership où il évolue principalement,. Avec ces derniers, il est nommé Young Player of the Season. Il ne joue aucune rencontre avec les Glasgow Warriors durant la saison.
Il retourne ensuite aux Scarlets, à partir de la saison 2016-2017, et joue avec les Scarlets Premiership Select (équipe réserve), en British and Irish Cup où il dispute trois rencontres. Avec les Scarlets, il joue également une rencontre de Coupe anglo-galloise contre les Northampton Saints.
La saison suivante, il ne dispute à nouveau que des rencontres de British and Irish Cup, six rencontres, et de Coupe anglo-galloise, quatre rencontres.
En février 2019, il fait enfin ses débuts en Pro14 lors de la seizième journée face aux Cheetahs. C'est son seul match de la saison.
Pendant la saison 2019-2020, il fait ses débuts en compétition européenne, lorsqu'il entre en jeu à la place de Samson Lee, lors de la deuxième journée de Challenge européen face au RC Toulon. Plus tard dans la saison, il inscrit son premier essai professionnel lors d'une rencontre comptant pour la treizième journée de Pro14 contre le Munster. Durant cette saison, où il a engrangé du temps de jeu, il dispute un total de dix rencontres, dont une seule en tant que titulaire, et inscrit un essai.
C'est lors de la saison 2020-2021, qu'il commence réellement à devenir un élément important des Scarlets en disputant notamment les sept premières rencontres de Pro14, dont les cinq dernières dans le rôle de titulaire. Il fait également ses débuts en Coupe d'Europe lors de la première journée de la compétition où il est remplaçant de Samson Lee. En janvier 2021, il signe un nouveau contrat avec les Scarlets. Au total, il joue dix rencontres en tant que titulaire sur les dix-sept qu'il dispute et inscrit un essai. À la suite de cette saison où il se révèle, il est sélectionné avec l'équipe d'Écosse en vertu des origines écossaises de son père,, qui le rendent qualifiable pour cette sélection, lors de l'été 2021. Cependant, il ne joue aucune rencontre car les matchs sont annulés à cause de la pandémie de Covid-19.

### Premières sélections avec l'Écosse, joueur important des Scarlets et transfert à Édimbourg Rugby (depuis 2021)
Lors de l'automne suivant, Javan Sebastian est de nouveau convoqué avec l'Écosse, à la suite du forfait de Rory Sutherland, début novembre 2021. Il fait alors ses débuts internationaux durant ce mois contre le Japon après avoir remplacé Zander Fagerson,. Deux mois plus tard, il est sélectionné pour préparer le Tournoi des Six Nations 2022 mais ne dispute aucune rencontre. Pendant la saison, il dispute douze rencontres, dont huit en tant que titulaire avec son club. En juin 2022, il est retenu par l'Écosse pour la tournée en Amérique du Sud. Il joue une rencontre en qualité de titulaire avec l'équipe d'Écosse A face au Chili. Par la suite, il est remplaçant lors des trois matchs face à l'Argentine mais n'entre en jeu que lors des deux premiers.
En janvier 2023, il est retenu pour le Tournoi des Six Nations. Cependant, il ne fait toujours pas ses débuts dans la compétition. En février, il est annoncé qu'il signe pour Édimbourg Rugby à partir de la saison 2023-2024 pour une durée de deux ans,. En mai 2023, il est retenu dans une pré-liste pour préparer la Coupe du monde 2023. À la fin de la saison, il compte un total de dix-neuf rencontres disputés avec les Scarlets, dont treize en qualité de titulaire.
Fin juillet 2023, il dispute une rencontre face à l'Italie lors d'un test match remporté par les siens,. Puis, il dispute une autre rencontre face à la France deux semaines plus tard. Quelques jours après, il est retenu dans la liste finale pour disputer la Coupe du monde. Pendant la compétition, il dispute une seule rencontre, lors de la quatrième journée de la poule B, étant aligné en tant que titulaire contre la Roumanie. Son équipe est éliminée à ce stade de la compétition.
De retour de la Coupe du monde, il fait ses débuts avec sa nouvelle équipe d'Édimbourg Rugby lors de la première journée du United Rugby Championship où il est aligné en tant que titulaire face aux Dragons. En décembre 2023, lors de la première journée de Challenge Cup, il inscrit son premier essai avec sa nouvelle équipe face à l'ASM Clermont mais ils sont défaits 31 à 18. Quelques jours plus tard, il subit une blessure lors de la deuxième journée de la compétition, de ce fait il est annoncé forfait pour le début du Tournoi des Six Nations 2024,. Il n'est donc pas retenu dans le groupe initial pour la compétition mais il s'entraîne tout de même avec celui-ci pendant sa convalescence. Finalement, fin janvier, à la suite d'une blessure de WP Nel, il est définitivement intégré au groupe. Il n'est pas utilisé pour les deux premières journées, puis il rejoue avec Édimbourg Rugby lors de la trêve et n'est ensuite pas retenu dans le groupe écossais pour préparer la troisième journée,. Début mars, il est à nouveau convoqué pour préparer la quatrième journée. Finalement, il ne prend part qu'à la dernière journée contre l'Irlande en tant que remplaçant. De retour à Édimbourg Rugby, il enchaîne les rencontres jusqu'à la fin de saison. Pour sa première saison avec Édimbourg, il prend part à dix-sept rencontres dont six comme titulaire. Durant le mois de juin suivant, il est convoqué avec le XV du Chardon pour la tournée d'été. Il dispute deux rencontres lors de celle-ci.
Durant la pré-saison 2024-2025, il subit une blessure au quadriceps. Effectuant son retour au mois d'octobre lors d'un match amical contre Bath Rugby, il contracte une nouvelle blessure, cette fois-ci à l'articulation acromio-claviculaire et est forfait pour les test matchs de fin d'année 2024. Finalement, il rejoue le 13 décembre à l'occasion d'une rencontre de Challenge Cup contre l'Aviron bayonnais. Le mois suivant, il n'est pas retenu pour le Tournoi des Six Nations. Pendant la saison, il dispute treize matchs dont seulement trois comme titulaire.
Début juin 2025, il est annoncé qu'il quitte Édimbourg Rugby afin de rejoindre Cardiff Rugby à compter de la saison 2025-2026.

## Statistiques

### En équipe nationale
Javan Sebastian compte 10 sélections dont 2 en tant que titulaire, depuis sa première sélection le 20 novembre 2021 face au Japon.
Il participe à une édition de la Coupe du monde en 2023, il dispute une rencontre en tant que titulaire.

## Palmarès
- Jeune joueur de la saison d'Ayr RFC en 2016.